# Homophoberia cristata
Homophoberia cristata là một loài bướm đêm trong họ Noctuidae.